# Podział administracyjny Tokelau

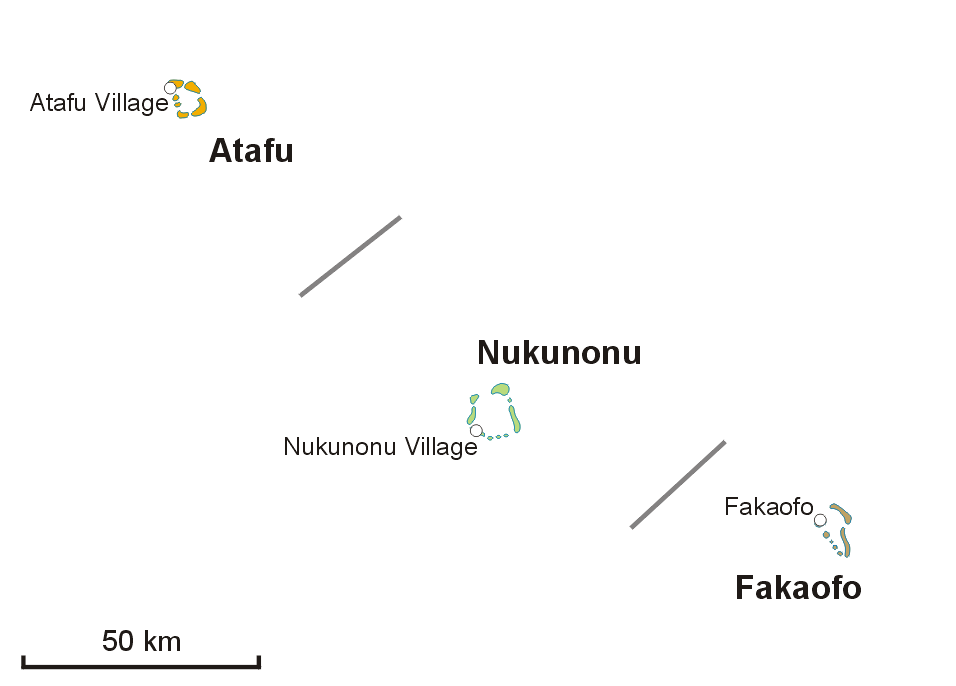
Podział administracyjny Tokelau

Tokelau administracyjnie dzieli się na trzy atole:
- Atafu, o powierzchni 2,03 km² i zamieszkany przez 482 osoby
- Fakaofo, o powierzchni 2,63 km² i zamieszkany przez 490 osób
- Nukunonu, o powierzchni 5,46 km² i zamieszkany przez 397 osób

Na atolach przeważnie znajduje się tylko jedna osada (na Fakaofo są dwie) pełniąca funkcje centrum administracyjnego atolu (tu znajdują się siedziby rady). Osady te mają takie same nazwy jak atole: Atafu (leży na wysepce Atafu), Fakaofo (leży na wysepce Fenua Fala), Nukunonu (leży na wysepce Nukunonu).
Na czele każdego z atoli stoi wódz, zwany faipule, czyli "szef rady". Wodzowie są wybierani spośród członków rady na kilkuletnie kadencje (nie ma określonej jej długości). Podział na atole nawiązuje do podziału stosowanego przed 1916 – wówczas to na czele każdego z atoli stał wódz zwany aliki pełniący de facto funkcję monarchy (władza była dynastyczna). Stanowisko aliki, jak i rady atoli rozwiązały władze brytyjskie. Restytucja funkcji wodza nastąpiła na przełomie lat 80. i 90. (w 1987 na atolu Fakaofo i Atafu, w 1990 na atolu Nukunonu).